# ChemSpider
A ChemSpider internetes adatbázis, amely kémiai vegyületekről szolgáltat információkat. Tulajdonosa a Royal Society of Chemistry.

## Adatbázis
Az adatbázis több mint 30 millió egyedi molekuláról tartalmaz információt 450 adatforrásból. Ezek közül néhány:
EPA DSSTox, U.S. Food and Drug Administration (FDA), Human Metabolome Database, Journal of Heterocyclic Chemistry, KEGG, KUMGM, LeadScope, LipidMAPS, Marinlit, MDPI, MICAD, MLSMR, MMDB, MOLI, MTDP, Nanogen, Nature Chemical Biology, NCGC, NIAID, National Institutes of Health (NIH), NINDS Approved Drug Screening Program, NIST, NIST Chemistry WebBook, NMMLSC, NMRShiftDB, PANACHE, PCMD, PDSP, Peptides Prous Science Drugs of the Future, QSAR, R&D Chemicals, San Diego Center for Chemical Genomics, SGCOxCompounds - SGCStoCompounds, SMID, Specs, Structural Genomics Consortium, SureChem, Synthon-Lab, Thomson Pharma, Total TOSLab Building-Blocks, UM-BBD, UPCMLD, UsefulChem, Web of Science, xPharm, ZINC,
Minden vegyület egyedi azonosítóval rendelkezik, ami része a rá mutató URL-nek. Pl. az aceton azonosítója 175, a hozzá tartozó URL pedig: http://www.chemspider.com/Chemical-Structure.175.html